# Хассумі Массуду
Хассумі Массуду (фр. Hassoumi Massaoudou, нар. 22 жовтня 1957) — нігерський політик, міністр внутрішніх справ з 2013 по 2016 рік та міністр закордонних справ з 2021 року. Після військового перевороту 2023 року в Нігері Массауду оголосив себе виконуючим обов'язки президента Нігера, змінивши Мохамеда Базума, який був повалений і замінений військовою хунтою.

## Політична кар'єра
Массуду був одним із засновників партії за демократію та соціалізм Нігеру, створеної під керівництвом Махамаду Іссуфу у 1990 році. Коли партія провела свою Установчу Генеральну асамблею 23-24 грудня 1990 року, Массуду був призначений її секретарем з інформації та пропаганди. Після перших багатопартійних виборів 1993 року в Нігері 23 квітня того ж року було сформовано коаліційний уряд на чолі з Махамаду Іссуфу. До нього увійшов Массуду як міністр зв'язку, культури, молоді та спорту. Він обіймав цю посаду доти, доки прем'єр-міністр Іссуфу не пішов у відставку наприкінці вересня 1994 року, а партія залишила правлячу коаліцію. 5 жовтня 1994 року було сформовано новий уряд.
Після військового перевороту, скоєного Ібрагімом Баре Майнассарою 27 січня 1996 року, Массуду було заарештовано 13 липня 1996 року і піддано тортурам під час його тримання під вартою з використанням страт.
Массуду був обраний до Національних зборів на парламентських виборах у листопаді 1999 року і обіймав посаду президента парламентської групи своєї партії протягом наступного парламентського терміну. Станом на 2004 рік він був першим заступником генерального секретаря партії за демократію та соціалізм Нігеру.
Массуду негативно оцінював спроби президента Мамаду Танджа в 2009 році створити нову конституцію, яка б зняла обмеження на президентський термін, адже той таким чином, втратив свою легітимність і що опозиція «буде ставитися до нього як до простого путчиста». 1 червня 2009 року він заявив пресі, що Танджа намагається «зруйнувати демократичні інституції». Він також заявив, що 7 червня по всій країні відбудуться «одночасні гігантські мітинги» проти запланованого Танджою конституційного референдуму.
Массуду очолював кампанію Іссуфу на президентських виборах у січні–березні 2011 року. Іссуфу переміг на виборах і обійняв посаду президента 7 квітня 2011 року; того ж дня він призначив Массуду директором кабінету президента у ранзі міністра..
Массуду обіймав посаду директора кабінету міністрів понад два роки, перш ніж 13 серпня 2013 року був призначений в уряд міністром внутрішніх справ, громадської безпеки, децентралізації у справах звичаїв та релігії . Після того, як Іссуфу привели до присяги на другий термін, Массуду 11 квітня 2016 року було переведено на посаду міністра національної оборони. Через шість місяців, 19 жовтня 2016 року, його знову перевели, цього разу на посаду міністра фінансів.
Після державного перевороту 2023 року в Нігері Массуду залишився вірним президенту Мохамеду Базуму і засудив військову хунту, яка його повалила. 27 липня він оголосив себе виконуючим обов'язки глави держави, замінивши Базума і закликав усіх демократів «зробити так, щоб ця авантюра провалилася».